# Roll Pignault
 (mars 2012).
Roland Pignault, dit Roll Pignault, né le 16 novembre 1971 à Pau, est un auteur-compositeur-interprète, harmoniciste, graphiste, également dessinateur de bandes dessinées.
Il est le fondateur du groupe de blues, rock, folk, Roll & les Enfants d'la rue.

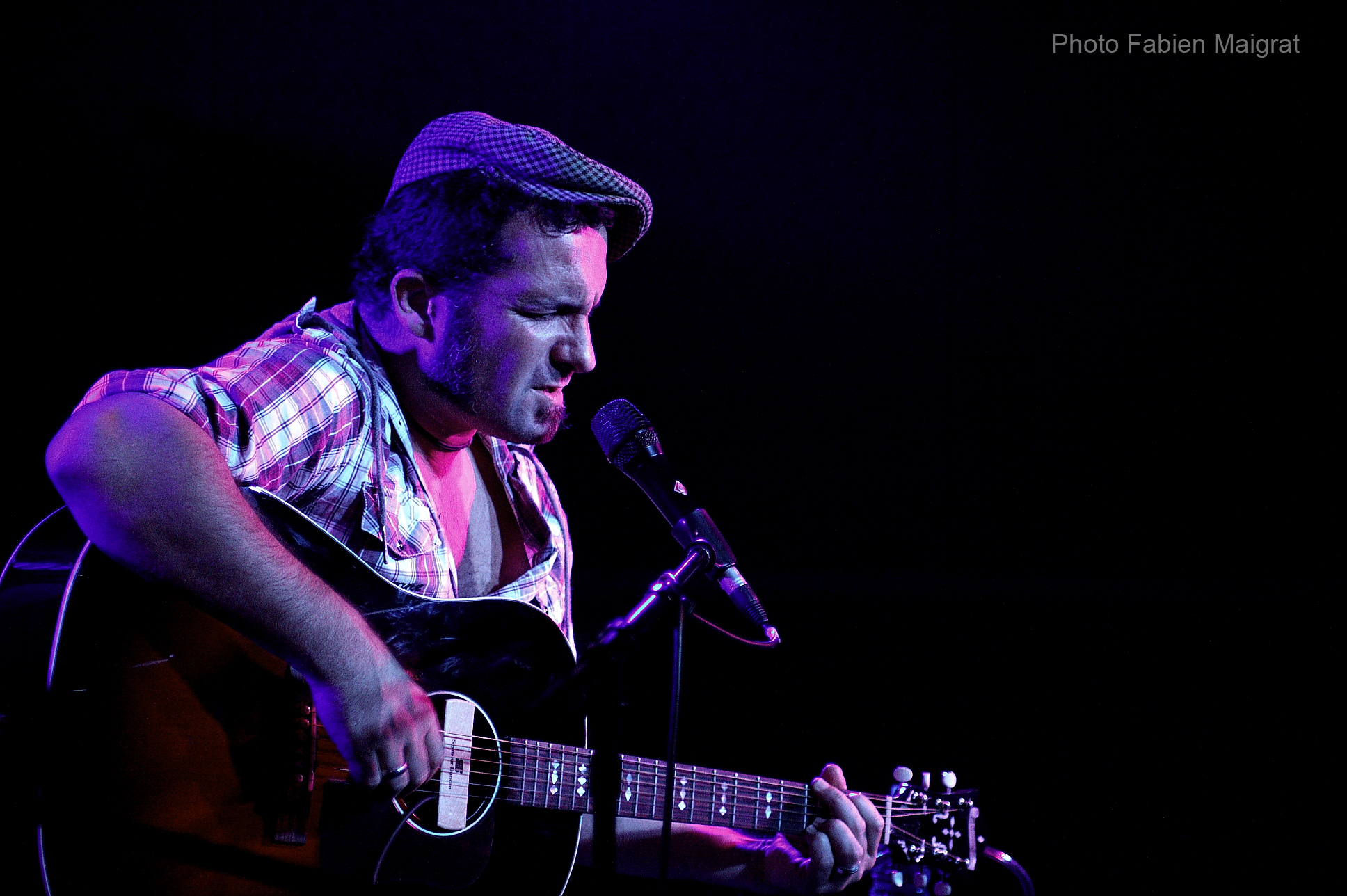
Roll en concert

## Biographie
Il est le fils de Charles Pignault et de Marie-Laure Pruneyre.
Roll Pignault arrête les études après la 3e pour passer un C.A.P. de photographe de l'industrie graphique, et travaille pendant 2 ans et demi dans l'imprimerie (entreprise Exaplan à Idron). Il apprend les différentes techniques d'impression, de composition d'affiche et de dessin de presse.
En parallèle, il se lance dans l'apprentissage de la bande dessinée avec son ami d'enfance Fred Campoy.
À l'âge de 16 ans, après avoir écouté Nebraska de Bruce Springsteen, il s'achète son premier harmonica. Avec son salaire d'apprenti, il s'offre une guitare folk d'occasion et compose ses premières chansons.

## Les débuts dans la musique
En 1989, il intègre son premier groupe de blues (Les Hollers) dans lequel il est harmoniciste. Puis il conclut différentes collaborations dans des styles musicaux variés (blues, rock, musique celtique, musique country, musique cajun) avec des groupes tels que Les Catfish, Jersey Gang, Les Bootleggers, Les Cows, etc.
Ces nombreuses expériences lui permettent de faire ses premiers pas en tant que choriste.

## Les débuts dans la bande dessinée

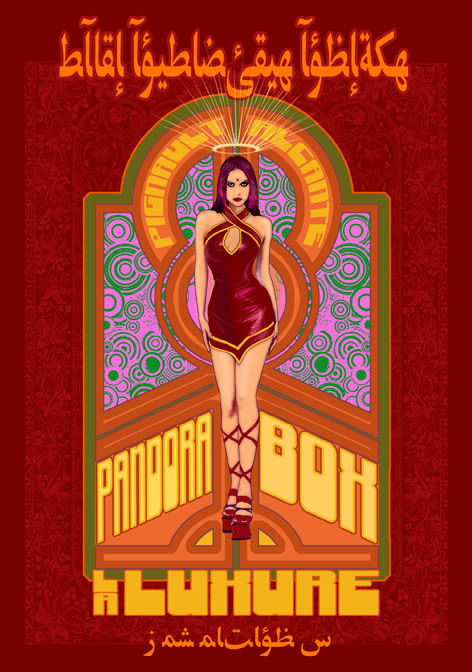
Travail publicitaire.

En 1992, Roll Pignault et Fred Campoy créent un atelier de dessin (Atelier Image). Ensemble, ils débutent par des travaux publicitaires, des fresques dans des bars, et publient des BD dans des fanzines amateurs, mettant à profit leur correspondance avec Thierry Cailleteau et Régis Loisel.
En 1995, Olivier Vatine et Fred Blanchard créent le label Série B au sein des éditions Delcourt. Ils confient à Fred Campoy et Roll Pignault les 2 premiers tomes de la série Arcanes, scénarisée par Jean-Pierre Pécau.

## Travaux et collaborations
En 2001, Roll Pignault rencontre le guitariste toulousain Philippe « Filbonn » Bonnet et la chanteuse compositrice Véronique Sutter. Ils créent ensemble la formation Nity (groupe influencé par le mouvement trip hop) et signent divers titres au sein du label RSP.
En parallèle, Roll monte les groupes Roll & The Hijacker's et Les Énergumènes et joue dans de nombreuses salles françaises pendant trois ans.
Il continue ses travaux de bandes dessinées en parallèle, illustrant des histoires courtes dans Spirou Magazine.
En 2005, il signe l'album La Luxure sur un scénario d'Alcante (série Pandora Box) aux éditions Dupuis.
En 2007, il travaille sur la série de bande dessinée Asthénie sur un scénario de Joël Callède. L'album sort chez Dupuis en 2009.

## Mathieu Pesqué et Roll Pignault
À partir de 2010, il parcourt la France et l'Europe avec son ami Mathieu Pesqué au chant et à la guitare. Le duo enregistre l'album Blues Bound et remporte de nombreux prix dans le cadre de festivals internationaux[réf. nécessaire].

## Les Enfants d'la rue
Fondé en 2011 par Roll Pignault, ce groupe est né de l'envie de parler des problèmes de société, de raconter des tranches de vie, de faire ressentir ce qui noue le cœur et les tripes du peuple, dans la langue de Molière.
Un groupe qui s'est forgé au fil des rencontres musicales et amicales, influencé par la musique folk, le blues et le rock.
Il apparaît sous la forme initiale d'un trio acoustique, avec cajón et basse acoustique, Roll tenant le chant, la guitare rythmique et l'harmonica. Puis le son se radicalise avec l'arrivée de « Filbonn » à la guitare électrique et aux arrangements. Ce dernier propose un accompagnement plus rock pour les chansons, accentuant le côté sauvage et direct du répertoire. Les chansons deviennent plus engagées, plus percutantes encore, plus indignées.
Avec sa voix éraillée et son harmonica incisif, Roll navigue dans les univers de Zola et Victor Hugo, tel un enfant d'la rue qui se révolte contre toutes les injustices.

## Publications
- 1998 : Arcanes tome 1, scénario Jean-Pierre Pécau,

codessinateur Fred Campoy, label Série B, éditions Delcourt
- 2001 : Arcanes tome 2, scénario Jean-Pierre Pécau,

codessinateur Fred Campoy, label Série B, éditions Delcourt
- 2002 à 2007 : divers travaux dans Spirou magazine, scénarios : Hervé Richez,

codessinateur Fred Campoy, éditions Dupuis
- 2008 : Pandora Box, tome La Luxure, scénario Didier Alcante, éditions Dupuis
- 2009 : Asthénie, scénario Joël Callède, éditions Dupuis
- 2010 : Travaux graphiques, affiches et publicité

## Discographie

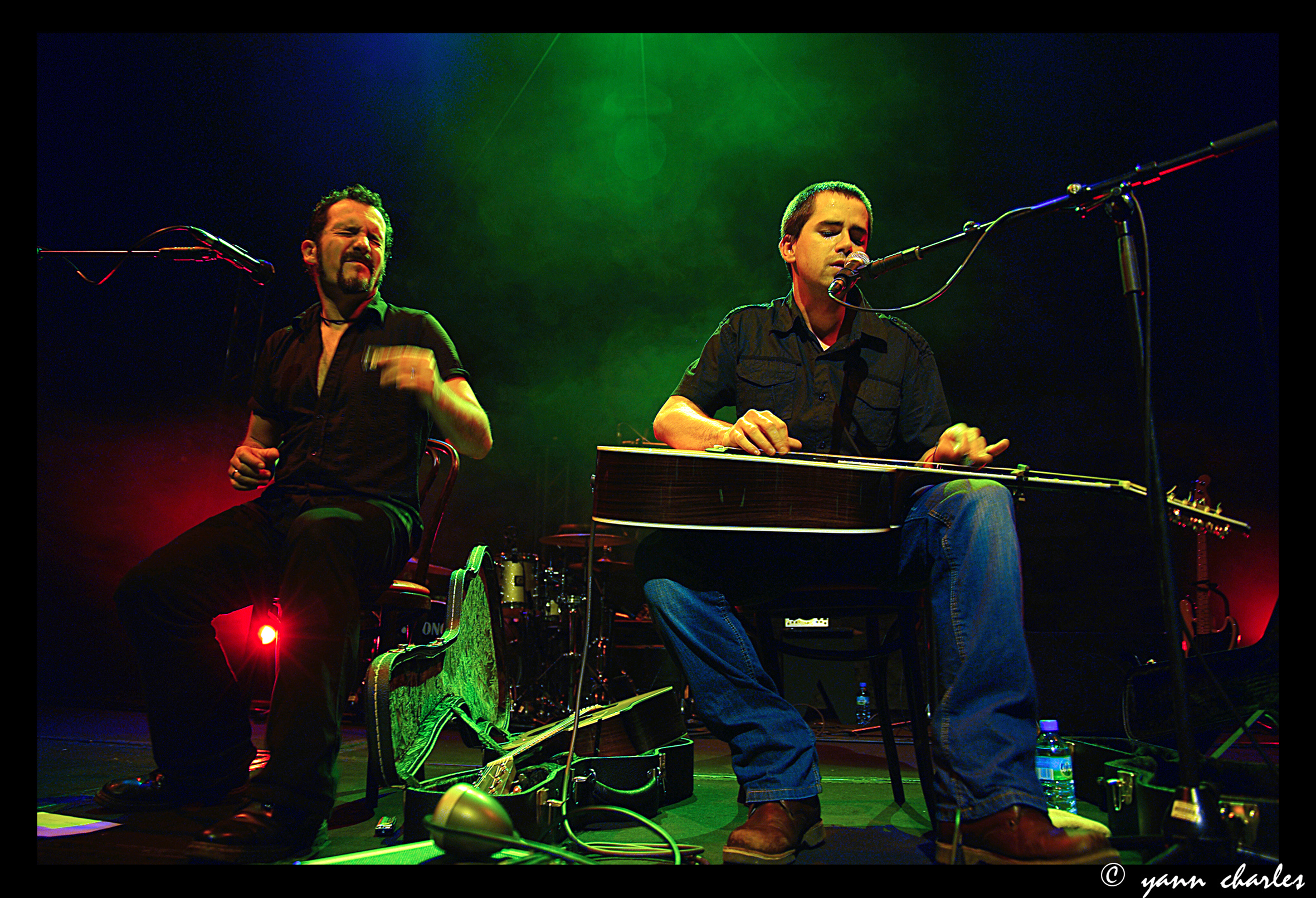
Mathieu Pesqué et Roll Pignault en concert.

- 1994 à 2000 : participation à divers albums musicaux (Bootleggers, Les Cows, The CatFish…)
- 2009 : Nity (album éponyme d'influence Trip hop)
- 2010 : Blues Bound (avec Mathieu Pesqué)
- 2011 :
  - Les Enfants d'la rue (acoustique)
  - Participation musicale (harmonica) à la série Pollux
- 2012 : Roll & les Enfants d'la rue (électrique)